# 杜家毅
杜家毅（？—），原名杜鹏，生于上海，中国电影演员、制片人、导演和编剧。他导演的首部电影是2011年的《转山》。

## 生平
他小学毕业、初中肄业，就读职业高中时因打架而被退学。

## 电影
- 《洗澡》 演员（胖子）
- 2007年，《心中有鬼》 制片人
- 2008年，《梅兰芳》 制片人
- 2009年，《麦田》 演员（“辄”）
- 2011年，《转山》 导演、编剧，获得2011年东京国际电影节最优秀艺术贡献奖
- 2012年，《愛 LOVE》 演员（醫生）
- 2013年，《私人订制》（客串）